# ۵۰۳ (خورشیدی)
۵۰۳ پانصد و سومین سال هجری خورشیدی است.